# Theristicus branickii
L'ibis delle Ande (Theristicus branickii Berlepsch & Stolzmann, 1894) è un uccello della famiglia Threskiornithidae.

## Distribuzione e habitat
La specie è diffusa nelle alture andine di Ecuador, Perù, Bolivia, spingendosi sino all'estremo nord del Cile.

## Conservazione
La IUCN Red List classifica Theristicus branickii come specie prossima alla minaccia di estinzione (Near Threatened).